# 绣花嗜粘液蛞蝓
绣花嗜粘液蛞蝓（学名：Philomycus pictus）为嗜粘液蛞蝓科嗜粘液蛞蝓属的动物。分布于越南、柬埔寨、马来西亚、印度尼西亚以及中国大陆的广东、海南、广西等地，生活环境为陆地，主要生活于潮湿多腐殖质的环境以及如树林、灌木丛、草丛、公园、住宅附近、农田周围均可见到。